# Andrij Nikowski
Andrij Wasyliowycz Nikowski (ukr. Андрій Васильович Ніковський; ur. 14 października?/26 października 1885 we wsi Małyj Bujałyk w guberni chersońskiej, zm. 1942 w Leningradzie) – ukraiński literaturoznawca, językoznawca i leksykograf. Dziennikarz, działacz społeczny i polityk. Minister spraw zagranicznych Ukraińskiej Republiki Ludowej (1920–1922).

## Życiorys
Urodził się w rodzinie drobnych mieszczan. Po śmierci ojca matka przeniosła się do Odessy. Tu w 1905 ukończył V gimnazjum, a w 1912 wydział filozoficzno-historyczny Uniwersytetu Noworosyjskiego. Aktywny działacz Towarzystwa Ukraińskich Postępowców, redagował w Kijowie gazetę Рада (1913-1914), wydawaną przez Jewhena Czykałenkę, zamkniętą przez władze rosyjskie w lipcu 1914. W 1916 był pełnomocnikiem Ziemgoru na Froncie Południowo-Zachodnim.
Po rewolucji lutowej i obaleniu caratu członek Ukraińskiej Centralnej Rady. 23 czerwca 1917 wybrany na zastępcę przewodniczącego Rady Mychajła Hruszewskiego. Jeden z głównych działaczy Ukraińskiej Partii Socjalistów-Federalistów i redaktor naczelny organu partii, dziennika Нова Рада (marzec 1917-styczeń 1919). Bliski współpracownik Serhija Jefremowa.
W sierpniu 1918 został przewodniczącym Ukraińskiego Związku Narodowego – centrum koordynacyjnego ukraińskich partii politycznych (Ukraińska Partia Socjalistów-Federalistów, Ukraińska Partia Socjalistów Rewolucjonistów (UPSR), Ukraińska Partia Socjalistów-Niepodległościowców i Ukraińska Socjal-Demokratyczna Partia Robotnicza), związków zawodowych i organizacji społecznych opozycyjnych wobec polityki Hetmanatu Pawła Skoropadskiego. Sprawował tę funkcję do 18 września 1918 r., gdy zastąpił go Wołodymyr Wynnyczenko, Nikowski pozostał członkiem prezydium Związku. 14 listopada 1918, po manifeście hetmana Skoropadskiego proklamującym związek państwowy Ukrainy z Rosją i nominacji rosyjskiego monarchisty Serhija Herbela na premiera rządu Hetmanatu, Ukraiński Związek Narodowy wyłonił Dyrektoriat na czele z Wynnyczenką i ogłosił powstanie przeciw hetmanowi, zakończone jego obaleniem i przywróceniem Ukraińskiej Republiki Ludowej, w której władzę objął Dyrektoriat.
Po zajęciu Kijowa przez Armię Czerwoną w styczniu 1919 ukrywał się przed Czeka pod nazwiskiem Josypa Stefanowycza, współpracował z Ukraińską Akademią Nauk, latem 1919 ukrywali się wspólnie z Serhijem Jefremowem pod Kijowem. Po zajęciu miasta 30 sierpnia 1919 przez Siły Zbrojne Południa Rosji gen. Antona Denikina redagował pismo Рада, publikował krytyczne teksty o polityce Denikina wobec Ukraińców i zachowaniu Armii Ochotniczej. Po ponownym zajęciu Kijowa przez bolszewików żył pod własnym nazwiskiem, zaangażował się natomiast w działalność niejawnego Komitetu Obywatelskiego o płaszczyźnie demokratycznej, republikańskiej i antybolszewickiej, skupionego wokół Serhija Jefremowa i złożonego głównie z działaczy Ukraińskiej Partii Socjalistów-Federalistów. Po zajęciu 4 maja 1920 Kijowa przez Wojsko Polskie i Armię URL w konsekwencji wspólnej ofensywy na Ukrainie, 26 maja 1920 został powołany przez Symona Petlurę nowy rząd URL, którego premierem został członek kijowskiego komitetu Wiaczesław Prokopowycz, a do składu rządu weszli inni członkowie tego komitetu: Ołeksandr Salikowski i Andrij Nikowski. Nikowski objął tekę ministra spraw zagranicznych. Sprawował ją również do stycznia 1922 w działającym w Tarnowie Rządzie Ukraińskiej Republiki Ludowej na Emigracji. Od listopada 1921 do stycznia 1922 był wicepremierem. Przewodniczył komisji do spraw opracowania konstytucji URL (1920-23), jako pierwszy minister spraw zagranicznych od przewrotu antyhetmańskiego (1918) uporządkował działalność ukraińskich placówek dyplomatycznych zagranicą. Na znak protestu przeciw zawieszeniu broni w wojnie polsko-bolszewickiej zawartego z pominięciem reprezentacji URL chciał demonstracyjnie podać się do dymisji, jednak nie została przyjęta przez Symona Petlurę. Był współzałożycielem Ukraińskiego Komitetu Centralnego, organizacji stanowiącej formalną przykrywkę dla działalności rządu URL na emigracji i jego agend po zawarciu polsko-sowieckiego traktatu pokojowego 18 marca 1921.

Na początku 1922 doszło do rozejścia się dróg Symona Petlury i Andrija Nikowskiego. Wyjechał do Berlina, potem do Paryża i ponownie do Berlina. W Berlinie latem 1922 nawiązał kontakty z bolszewikami, pragnąc powrócić do kraju, gdzie pozostawił dwoje kilkuletnich dzieci (żona zmarła w 1918). Wobec rozpoczęcia w 1923 w USRR tzw. polityki ukrainizacji do powrotu namawiał go również jego przyjaciel i współpracownik Serhij Jefremow, amnestionowany przez bolszewików na wniosek Wszechukraińskiej Akademii Nauk i pełniący wówczas funkcję wiceprzewodniczącego Akademii i faktycznego kierownika jej prac.

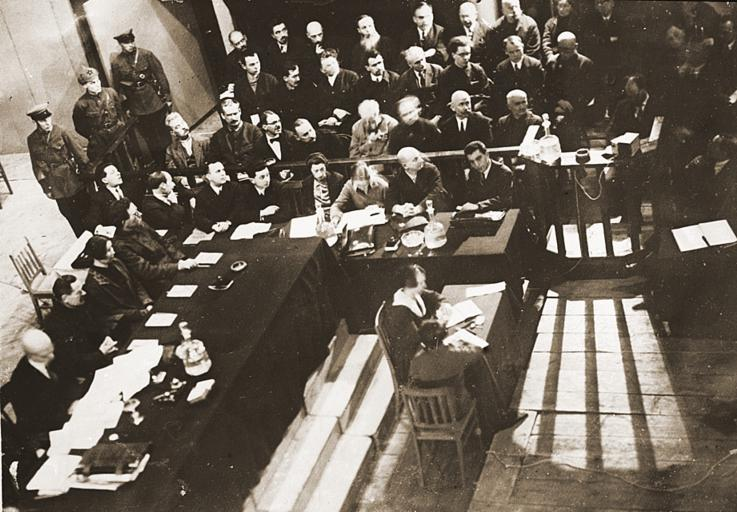
Ława oskarżonych w procesie ZWU, Charków, marzec 1930.

25 marca 1924 decyzją Centralnego Komitetu Wykonawczego USRR otrzymał obywatelstwo sowieckie, w październiku 1924 wizę wjazdową do USRR. Był jednym z najbardziej znanych emigrantów (obok Mychajła Hruszewskiego, Pawła Chrystiuka, Pinchasa Krasnego, Mykoły Porsza i Mykoły Szadłuna), którzy zdecydowali się wówczas na powrót na Ukrainę sowiecką. Zamieszkał z dziećmi w wynajętym mieszkaniu. Po powrocie na Ukrainę rozpoczął pracę we Wszechukraińskiej Akademii Nauk jako przewodniczący komisji ortografii języka ukraińskiego. Opracował i w 1927 wydał słownik ukraińsko-rosyjski. Razem z Serhijem Jefremowem wydał uzupełniony słownik języka ukraińskiego Borysa Hrinczenki.

21 lipca 1929 został aresztowany przez GPU. Tego samego dnia aresztowano Serhija Jefremowa. Aresztowania miały związek z zaostrzeniem kursu politycznego w ZSRR i rozpoczęciem masowych aresztowań inteligencji niekomunistycznej (tzw. starej inteligencji). Metodą eskalacji represji były procesy pokazowe, w których oskarżano i skazywano wybitnych przedstawicieli niebolszewickich elit kulturalnych, społecznych czy politycznych za przynależność do nieistniejących organizacji o charakterze nacjonalistyczno-kontrrewolucyjnym, lub sabotażowym. Procesy pokazowe były jednym z narzędzi rozpętywania masowego policyjnego terroru OGPU wobec potencjalnych wrogów wewnętrznych władzy bolszewików. Pierwszym z serii procesów był proces szachtyński, skierowany przeciw starej inteligencji technicznej tzw. specom, który odbył się pomiędzy 18 maja a 6 lipca 1928 w Moskwie.

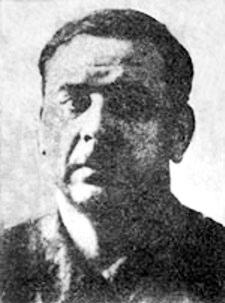
Andrij Nikowski- oficjalne zdjęcie OGPU po aresztowaniu

Nikowski został wraz z Jefremowem zostali wyznaczeni przez GPU do roli przywódców fikcyjnego Związku Wyzwolenia Ukrainy, będącego mistyfikacją GPU. Na przełomie 1929/1930 GPU USRR dokonało masowych aresztowań starej inteligencji. W dniach 9 marca – 19 kwietnia 1930 w Charkowie odbył się proces pokazowy 45 osób oskarżonych o kierowanie Związkiem Wyzwolenia Ukrainy. Byli to w przeważającej większości wybitni przedstawiciele inteligencji ukraińskiej, niektórzy byli swego czasu członkami rządu Ukraińskiej Republiki Ludowej, lub z nim współpracowali. Proces był na ówczesne czasy ogromnym spektaklem medialnym – był transmitowany przez radio, relacjonowany przez gazety. Najważniejsi oskarżeni byli wybitnymi przedstawicielami Wszechukraińskiej Akademii Nauk (WUAN), która według aktu oskarżenia była centralą Związku. Prócz 45 oskarżonych GPU USRR aresztowało ok. 700 osób bezpośrednio w związku ze sprawą ZWU. Według niektórych obliczeń zarówno w trakcie, jak i po procesie Związku Wyzwolenia Ukrainy aresztowano, „zlikwidowano” lub zesłano ponad 30 000 osób.
19 kwietnia 1930 Nikowski został skazany na 10 lat więzienia. Karę odbywał w obozie koncentracyjnym Gułagu SŁON (Sołowiecki Obóz Specjalnego Przeznaczenia) na Wyspach Sołowieckich. Po odbyciu całości kary uwolniony 21 kwietnia 1940, NKWD zezwoliło mu na wyjazd do mieszkającej w Leningradzie córki, gdzie pozostawał pod policyjnym nadzorem. Po ataku III Rzeszy na ZSRR pozostał w oblężonym Leningradzie i zmarł z głodu w roku 1942, w czasie blokady miasta. Pochowany na Cmentarzu Piskariowskim w zbiorowej mogile. Dokładna data śmierci pozostaje nieznana.
Autor zbioru Vita Nuova (1919) – szkiców poświęconych twórczości ówcześnie debiutujących poetów awangardowych: m.in. Pawła Tyczyny, Maksyma Rylskiego i Mychajła Semenki. Tłumacz Williama Szekspira, Jacka Londona, Nikołaja Gogola na język ukraiński.